# 祖比夫米斯特
50°8′50″N 24°18′35″E / 50.14722°N 24.30972°E
祖比夫米斯特（烏克蘭語：Зубів Міст），是烏克蘭西部的村莊，隸屬利維夫州的利維夫區。該村始建於1550年，面積0.1平方公里，海拔高度211米，2001年人口450，人口密度每平方公里4,591.84人。